# Scotoecus hindei
Scotoecus hindei es una especie de murciélago de la familia Vespertilionidae.

## Distribución geográfica
Se encuentra en Camerún, República del Congo, Kenia Malaui Mozambique, Nigeria Somalia Sudán Tanzania y Zambia.

## Hábitat
Su hábitat natural son: sabanas áridas.